# Haddy Nyang-Jagne
Haddy Nyang-Jagne (oft auch: Haddy Jagne) ist eine gambische Politikerin.

## Leben
Bei den Parlamentswahlen in Gambia 2007 wurde sie im Wahlkreis Jeshwang mit 76,58 % der Stimmen vor Junkungba Dukureh (UDP, 23,42 %) gewählt. 2012 wurde sie mit 53,81 % vor Modou I. Cham (Unabhängig, 46,19 %) wiedergewählt. Sie gehörte der Alliance for Patriotic Reorientation and Construction (APRC) an.
Außerdem war sie ab 2007 in die Westafrikanische Wirtschaftsgemeinschaft (ECOWAS) entsandt und war dort Präsidentin der ECOWAS Female Parliamentarians Association (ECOFEPA). Für ihr Engagement in dieser Parlamentarierinnengruppe erhielt sie 2010 den African Star of Excellence Award in Social Development and Integration auf der African Women in Leadership Conference in London.
Um 2014 arbeitete sie im National AIDS Control Programme (NACP) mit. 2015 absolvierte sie die Haddsch nach Mekka.